# Rhodometra sacralis
Rhodometra sacralis là một loài bướm đêm trong họ Geometridae.